# Economía feminista

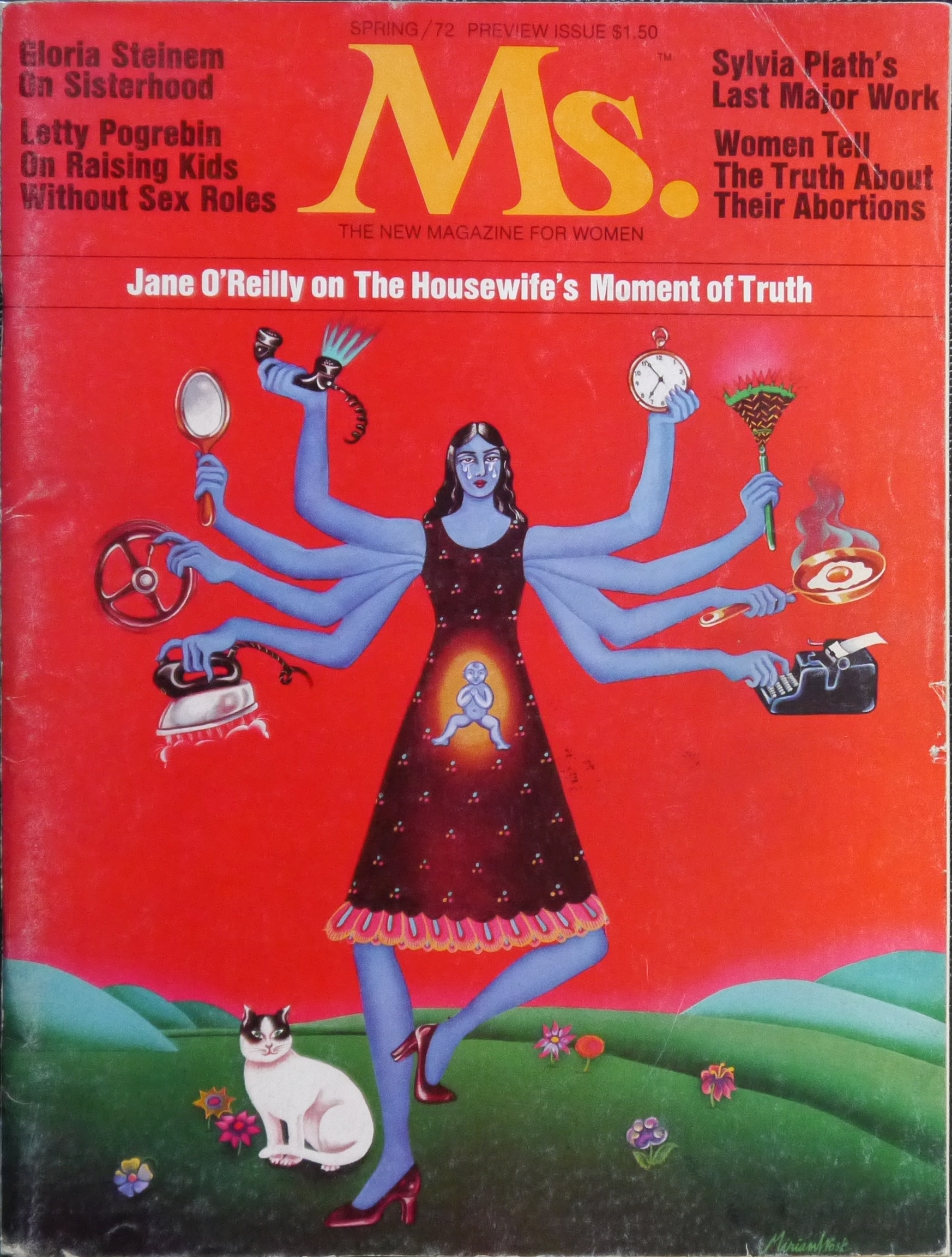
Primer número de Ms. magazine. con un dibujo de Jane O'Reilly

La economía feminista es el estudio crítico de la economía incluyendo la metodología, etimología, historia e investigación empírica, intentando superar las bases androcéntricas (patriarcales, masculinas). Se enfoca en temas de particular importancia para las mujeres, como es el trabajo de cuidados a terceros o la segregación ocupacional (exclusión de mujeres y minorías en ciertos campos); deficiencias en modelos económicos, como la indiferencia a la negociación del trabajo dentro del hogar; nuevas formas de recolección y medición de datos como el Indicador de Empoderamiento de Género (GEM), y más concientización de las teorías de género como el enfoque de las capacidades. La economía feminista ultimadamente busca producir una inclusión de género en la economía.
La economía feminista enfoca su atención en las construcciones sociales de economía tradicional, cuestionando lo positivo y negativo, y pretende señalar la forma en que esos modelos y métodos están basados en preferencias masculinas. Siendo que la economía está enfocada tradicionalmente en temas "culturalmente masculinos" como autonomía, abstracción y lógica; la economía feminista apela a la inclusión de cuestiones consideradas tradicionalmente femeninas como son la economía familiar, conexiones, concreción y emoción, y muestra los problemas causados por la exclusión de estos temas.  Esta inclusión ha ayudado a crear políticas que han reducido la discriminación de género, raza, inequidad y étnica, satisfaciendo objetivos centrales de toda la economía. Supone considerar que el centro de la sociedad son los procesos que sostienen la vida –los cuales generalmente no son remunerados y son llevados a cabo por mujeres. Estos procesos, llamados "cuidados" por la teoría, suelen encontrarse invisibilizados y como consecuencia, suelen considerarse secundarios aunque realmente supongan la base de la organización superior del sistema social. 
Muchas académicas incluyendo a Ester Boserup, Marianne Ferber, Julie A. Nelson, Marilyn Waring, Nancy Folbre, Diane Elson y Ailsa McKay han contribuido a desarrollar el marco de la economía feminista. El libro Si las mujeres contaran (If Women Counted)  de Waring, publicado en 1988 es frecuentemente referido como el "documento fundador" de la disciplina. En la década de los 90 la economía feminista comenzó a ser conocida y establecida dentro del campo de la Economía.

## Historia y orígenes
En un inicio, éticos feministas, economistas, científicos políticos, y científicos de sistemas argumentaban que el trabajo tradicional de las mujeres, (por ejemplo; crianza de niños y cuidado de adultos mayores) y ocupaciones (enfermería, docencia) estaban sistemáticamente subestimadas con respecto a los hombres. Por ejemplo; la tesis de Jane Jacobs  "Guardián Ético" y su contraste con "Negociador Ético" explicaban la subestimación de las actividades de cuidados, incluyendo la protección de niños, nutrición y curación que eran tradicionalmente asignadas a mujeres. 
Escrito en 1969 y más tarde publicado en el Houseworker's Handbook de Betsy Warrior, presentó un argumento con respecto a que la producción de trabajo doméstico realizado por mujeres constituía la base de todas las transacciones económicas; a pesar de que no estaban incluidas en el PIB. Según Warrior: "La Economía, como es presentada en la actualidad, carece de cualquier base en la realidad debido a que deja fuera la verdadera base de la vida económica. Esa base está hecha por el trabajo de mujeres, primero su trabajo reproductivo el cual produce un nuevo trabajador (y la primera comodidad, la cual es la leche materna lo que sostiene cada nuevo consumidor/trabajador); segundo, el trabajo de la mujer conlleva limpieza del ambiente, cocinar para hacer las materias primas consumibles, negociación para mantener la estabilidad social y crianza, lo cual prepara y mantiene a cada trabajador en el mercado. Es decir, los cuidados de las personas suponen el entramado que nos permite llevar a cabo la vida en sus diferentes formas, por lo que es necesario que exista unos derechos o normas fundamentales que giren en torno a la estabilidad de estos cuidados.
Esto constituye la industria continua de las mujeres permitiendo a trabajadores ocupar cualquier posición en la fuerza de trabajo. Sin este trabajo fundamental y los productos básicos no habría ninguna actividad económica, ni nosotros habríamos sobrevivido para seguir evolucionando." Warrior también toma nota de que los ingresos no reconocidos de los hombres, de las actividades ilegales como armas, drogas y la trata de personas, corrupción política, emolumentos religiosos y varias otras actividades no reveladas proporcionan un rico flujo de ingresos a los hombres, lo que invalida aún más las cifras del PIB. Incluso en las economías subterráneas donde las mujeres predominan numéricamente, como la trata de seres humanos, la prostitución y la servidumbre doméstica, solo una pequeña fracción de los ingresos se filtra a las mujeres y los niños . Por lo general, la cantidad gastada en ellos no es más que para el mantenimiento de sus vidas y, en el caso de los prostituida, algo de dinero puede ser gastado en ropa y esos avíos que las hará más vendibles a los clientes. Por ejemplo, centrándose solo en el EE. UU., según un informe patrocinado por el gobierno, Urban Institute en 2014, "Una prostituta callejera en Dallas puede hacer tan poco como $ 5 por acto sexual. Pero los proxenetas pueden tomar $ 33.000 a la semana en Atlanta, donde el negocio del sexo trae en un estimado de $ 290 millones por año". Warrior cree que solo un análisis económico basado en los hechos inclusivos proporcionará unas bases fiables para la planificación del futuro para el medio ambiente y las necesidades de la población.
En 1970, Ester Boserup publicó Rol de la Mujer en el Desarrollo Económico y proporcionó el primer examen sistemático de los efectos de género en la transformación agrícola, la industrialización y otros cambios estructurales. Esta evidencia ilumina los resultados negativos que esos cambios tenían para las mujeres. Este trabajo, entre otros, sentó las bases para la amplia afirmación de que "las mujeres y los hombres capear el temporal de las crisis macroeconómicas, las políticas neoliberales, y las fuerzas de la globalización de diferentes maneras." Por otra parte, se implementaron medidas como la equidad en el empleo en los países desarrollados en los años 1970 a 1990, pero no se trataba de un éxito completo en la eliminación de las diferencias salariales, incluso en países con una fuerte tradición de renta variable.

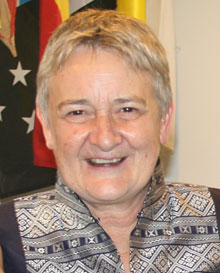
Marilyn Waring, autora de Si las mujeres contaran (1988)

En 1988, Marilyn Waring publicó Si las Mujeres Contaran : Una Nueva Economía Feminista, una crítica innovadora y sistemática del sistema de cuentas nacionales, el estándar internacional para medir el crecimiento económico, y las formas en que el trabajo no remunerado de las mujeres, así como el valor de la Naturaleza se han excluido de lo que se considera productivo en la economía. En el 2014, en la antología Contando con Marilyn Waring, Julie A. Nelson escribió: 
"El trabajo de Marilyn Waring despertó a la gente. Ella mostró exactamente cómo el trabajo no remunerado que realizan las mujeres tradicionalmente se ha hecho invisible dentro de los sistemas de contabilidad nacional, y el daño que esto causa . Su libro [ ... ] animó e influyó en una amplia gama de trabajos en maneras tanto numéricas y de otra manera, de valorar, conservar y recompensar el trabajo de cuidado que sostiene nuestra vida. Al apuntar a un descuido similar del medio ambiente natural,  también emitió una llamada de atención a las cuestiones de la sustentabilidad ecológica que sólo ha incrementado con el tiempo. En las últimas décadas, el campo de la economía feminista se ha ampliado y ampliado para abarcar estos temas y más "
Con el apoyo de la formación de la Comisión de la Condición de la Mujer en la Profesión Económica  ( CSWEP ) en 1972 , las críticas de la economía tradicional basada en el género aparecieron en la década de 1970 y 80. La aparición posterior de Alternativas de Desarrollo con Mujeres para una Nueva Era ( DAWN ) y la fundación de la Asociación Internacional para la Economía Feminista ( IAFFE ) en 1992 junto con su revista Economía Feminista en 1994 ,  alentó el rápido crecimiento de la economía feminista.
Al igual que en otras disciplinas, el énfasis inicial de los economistas feministas fue para criticar los enfoques teóricos, metodología y políticas establecidas. La crítica se inició en la microeconomía de los mercados domésticos y laborales y se extendió a la macroeconomía y el comercio internacional, que se extiende en última instancia, a todas las áreas de análisis económico tradicional. Los economistas feministas impulsaron y produjeron las teorías conscientes de género y el análisis, ampliando el enfoque en la economía y buscando pluralismo en la metodología y los métodos de investigación. 
La Economía feminista comparte muchas de sus perspectivas con la economía ecológica y el campo más aplicado de la economía verde, incluyendo el enfoque en los valores de sustentabilidad, la naturaleza, la justicia y de atención .

## Críticas de la economía tradicional

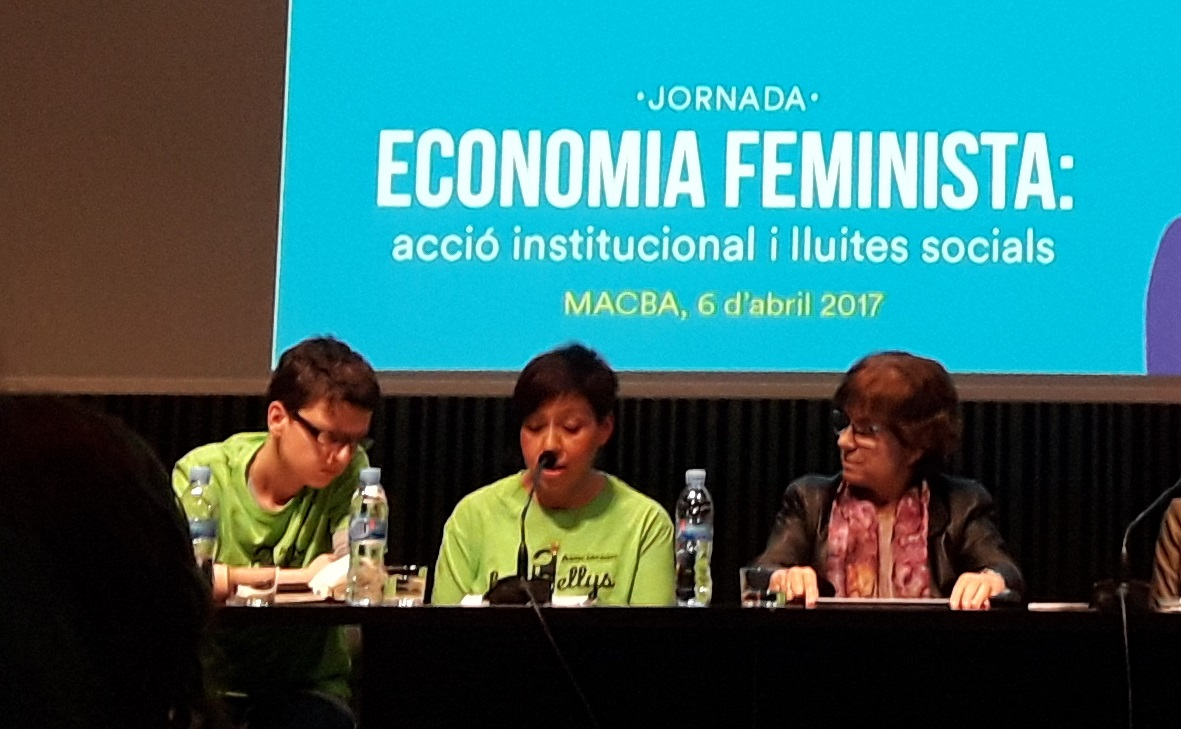
Asociación Las Kellys, en una jornada de economía feminista

Aunque no existe una lista definitiva de los principios de la economía feminista, los economistas feministas ofrecen una variedad de críticas a los enfoques estándar en la economía. Por ejemplo, la economista feminista prominente Paula England presentó una de las primeras críticas feministas de la economía tradicional desafiando las afirmaciones: 
- Que las comparaciones interpersonales de utilidad son imposibles;

- Los gustos son exógenos e inmutables;

- Que los actores son egoístas;

- y Que los jefes de familia actúan de forma altruista.[16]

Esta lista no es exhaustiva, pero sí representa algunas de las críticas económicas feministas centrales de la economía tradicional, fuera de la amplia variedad de tales puntos de vista y críticas. Otras críticas también válidas al sistema económico actual desde la perspectiva feminista podrían ser:
- La invisibilización de los oficios relacionados con los cuidados es algo básico en nuestra vida.
- La feminización de los roles supone un mal reparto de las profesiones, dando lugar a asociaciones que provocan que los roles y las tareas de la crianza-cuidado del hogar y las personas sean específicos de las mujeres, mientras que las profesiones que requieren cierta habilidad física o sean mejor valoradas socialmente se vinculen al género masculino.
- La desigualdad que provoca que los salarios de las mujeres sean inferiores a los de los hombres aun realizando los mismos trabajos. O simplemente que las “tareas de hombres y mujeres” se valoren y evalúen de distintas formas.
- La asociación de las tareas domésticas y los roles de crianza y cuidado impiden que la mujer tenga el mismo tiempo que el hombre para participar en las actividades de la sociedad, pues al fin y al cabo son más horas las que las mujeres dedican al hogar y a las personas, que las horas enteras que dedica un hombre a su trabajo.
- La dependencia financiera que las mujeres tienen de los hombres, y el hecho de que exista un mayor porcentaje de mujeres con trabajos precarios para poder compatibilizar la labor de los cuidados con los trabajos remunerados.
- La doble jornada laboral femenina, común en la mayoría de mujeres. Esta situación provoca que las mujeres que se unen al mercado laboral mediante una actividad remuneradas deben seguir asumiendo los trabajos relacionados con el cuidado.
- En el aumento de mujeres que trabajan en el hogar de forma sí remuneradas. A media que las mujeres se introducen en el mercado laboral, otra mujer ocupa su puesto en el hogar de forma sí remunerada. Sin embargo el sueldo de estas mujeres suele ser bastante inferior a la media y suele tener una condiciones laborales bastantes precarias.

### Normativa
Muchas feministas llaman la atención sobre los juicios de valor en el análisis económico. Esta idea es contraria a la concepción típica de la economía como una ciencia positiva sostenida por muchos profesionales. Por ejemplo, Geoff Schneider y Jean Shackelford sugieren que " las cuestiones que los economistas optan por estudiar, los tipos de preguntas que hacen, y el tipo de análisis realizado, todos son producto de un sistema de creencias que está influenciado por numerosos factores, algunos de ellos ideológicos " . Del mismo modo, los comentarios de Diana Strassmann, "Todas las estadísticas económicas se basan en una historia subyacente que forma la base de la definición. De este modo, las construcciones narrativas subyacen necesariamente en todas las definiciones de variables y estadísticas . Por lo tanto, la investigación económica no puede escapar de ser intrínsecamente cualitativa, independientemente de la forma en que se etiqueta ". Economistas feministas llaman la atención sobre los juicios de valor en todos los aspectos económicos y critican su representación de una ciencia objetiva.

### Libre comercio
Un principio central de la economía convencional es que el comercio puede hacer que todos estén mejor a través de la ventaja comparativa y la eficiencia de los beneficios de la especialización y una mayor eficiencia. Muchos economistas feministas cuestionan esta afirmación. Diane Elson, Caren Grown y Nilufer Cagatay exploraran el papel que juegan las desigualdades de género en el comercio internacional y cómo este comercio reconfigura la desigualdad de género. Ellos y otros economistas feministas exploraran que intereses específicos el comercio proporciona.
Por ejemplo, es posible destacar que en África, la especialización en el cultivo de un solo cultivo comercial para la exportación en muchos países hizo esos países extremadamente vulnerables a las fluctuaciones de los precios, los patrones climáticos y plagas. Economistas feministas también pueden considerar los efectos de género específicos de decisiones comerciales. Por ejemplo, "en países como Kenia, los hombres generalmente controlan las ganancias de los cultivos comerciales, mientras que todavía se espera que las mujeres proporcionen alimentos y ropa para el hogar, su papel tradicional en la familia africana, junto con la mano de obra para producir cultivos comerciales. Así, las mujeres sufren significativamente de la transición de la producción de alimentos de subsistencia hacia la especialización y el comercio ". Del mismo modo, ya que las mujeres a menudo carecen de poder económico como dueñas de negocios,  tienen más probabilidades de ser contratados como mano de obra barata, a menudo con ellos en situaciones de explotación.

### Exclusión de no actividad comercial
La Economía feminista llama la atención sobre la importancia de las actividades no comerciales, como el cuidado de los hijos y el trabajo doméstico, para el desarrollo económico. Esto está en marcado contraste con la economía neoclásica, donde esas formas de trabajo son dadas por desaparecidas como fenómenos "no económicos ". Incluyendo esa mano de obra en las cuentas económicas elimina el sesgo sustancial de género porque las mujeres de manera desproporcionada realizan esas tareas. Cuando ese trabajo es en paradero desconocido en los modelos económicos, mucho trabajo realizado por las mujeres se ignora, literalmente, la devaluación de su esfuerzo.

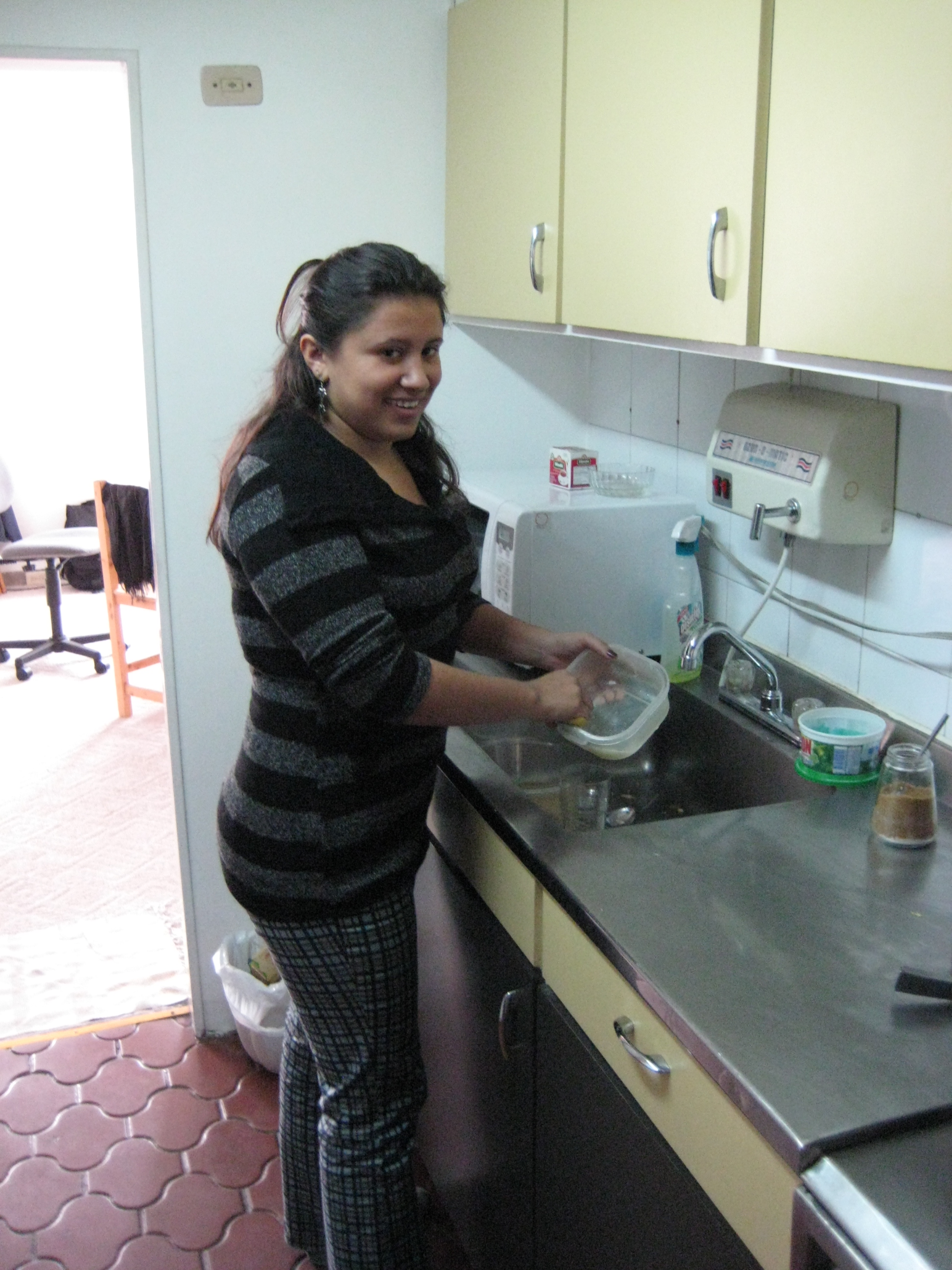
Una trabajadora doméstica colombiana ayudando en vecindario de familia y amigos. Un ejemplo del trabajo no remunerado.

Más específicamente, por ejemplo, Nancy Folbre examina el papel de los niños como los bienes públicos y la forma en que el trabajo no comercial de los padres contribuye al desarrollo del capital humano como un servicio público. En este sentido, los niños son una externalidad positiva que está bajo inversión de acuerdo con el análisis tradicional. Folbre indica que este descuido parcial es el resultado de no haber examinado adecuadamente las actividades no comerciales .
Marilyn Waring describió cómo la exclusión de las actividades no comerciales en los sistemas de contabilidad nacional se basan en la elección deliberada y el diseño de la norma internacional de contabilidad nacional que excluye explícitamente las actividades no comerciales. En algunos países, como Noruega, que había incluido el trabajo doméstico no remunerado en el PIB en la primera mitad del siglo XIX,  se quedó fuera en 1950 por razones de compatibilidad con el nuevo estándar internacional.
Ailsa McKay aboga por una renta básica como "una herramienta para la promoción de los derechos de ciudadanía social, de género neutro " parcialmente para abordar estas preocupaciones .

### Omisión de relaciones de poder
La Economía feminista a menudo afirma que existen relaciones de poder dentro de la economía, y por lo tanto, deben ser evaluadas en los modelos económicos en maneras que han sido previamente pasadas por alto . Por ejemplo, en "textos neoclásicos la venta de la mano de obra es vista como un intercambio mutuamente beneficioso que beneficia a ambas partes. No se hace mención de las desigualdades de poder en el intercambio que tienden a dar el poder del empleador sobre el trabajador ." Estas relaciones de poder a menudo favorecen a los hombres y  "no hace mención de las dificultades particulares que enfrentan las mujeres en el lugar de trabajo ." En consecuencia , " el entendimiento del poder y del patriarcado nos ayuda a analizar cómo los hombres dominaban las instituciones económicas y realmente cómo funcionan y por qué las mujeres están a menudo en desventaja en el lugar de trabajo ." Economistas feministas a menudo extienden estas críticas a muchos aspectos del mundo social, con el argumento de que las relaciones de poder son una característica endémica e importante de la sociedad.

### Omisión de género y raza
La Economía feminista argumenta que el género y la raza deben ser considerados en el análisis económico. Amartya Sen sostiene que "la posición sistemáticamente inferior de las mujeres dentro y fuera del hogar en muchas de las sociedades señala la necesidad de tratar el género como una fuerza propia en el análisis del desarrollo." Él sigue diciendo que las experiencias de hombres y mujeres, incluso dentro de la misma casa, a menudo son tan diferentes que el examen de la economía sin género puede ser engañoso. 
Los modelos económicos a menudo pueden mejorarse teniendo en cuenta explícitamente el género, la raza, la clase y la casta. Julie Matthaie describe su importancia: "No sólo el género y las diferencias raciales, étnicas y la desigualdad preceden al capitalismo, se han construido en él de manera clave. En otras palabras, todos los aspectos de nuestra economía capitalista tiene género y raza; en la teoría y la práctica. El que ignora esto es inherentemente defectuoso ". El economista feminista Eiman Zayn-Elabdin dice que las diferencias raciales y de género deben ser examinadas, ya que ambos han sido tradicionalmente ignorados y por lo tanto están igualmente descritos como "diferencia feminista." La edición de julio de 2002 de la revista Economía Feminista se dedicó a cuestiones de "género, color, casta y clase."

### Homo economicus
El modelo económico neoclásico de una persona se llama Homo economicus , que describe a una persona que "interactúa en la sociedad sin ser influenciado por la sociedad", porque "su modo de interacción es a través de un mercado ideal ", en el que los precios son las únicas consideraciones necesarias. En este punto de vista, las personas se consideran actores racionales que se involucran en el análisis marginal para hacer muchas o todas sus decisiones. Economistas feministas argumentan que las personas son más complejas que esos modelos, y piden " una visión más holística de un actor económico, que incluya las interacciones de grupo y las acciones motivadas por factores distintos de la codicia." La economía feminista sostiene que una reforma de este tipo proporciona una mejor descripción de las experiencias reales de los hombres y las mujeres en el mercado, argumentando que la economía dominante hace demasiado hincapié en el papel del individualismo, la competencia y el egoísmo de todos los actores. En cambio, economistas feministas como Nancy Folbre muestran que la cooperación también juega un papel en la economía. También señalan que la agencia no está disponible para todo el mundo, como niños, enfermos y ancianos frágiles. Las responsabilidades de su cuidado pueden comprometer la agencia de los cuidadores también. Este es un punto de partida fundamental del modelo de Homo economicus.
Por otra parte, la economía feminista critica el enfoque de la economía neoclásica en las recompensas monetarias. Nancy Folbre señala, " las normas jurídicas y las normas culturales pueden afectar los resultados del mercado de una manera claramente desventajosa para las mujeres." Esto incluye la segregación ocupacional que resulta en la desigualdad de remuneración para las mujeres. La investigación feminista en estas áreas contradice la descripción neoclásica de los mercados de trabajo en la que las ocupaciones son elegidas libremente por individuos que actúan solos y fuera de su propia voluntad . La Economía feminista también incluye el estudio de las normas pertinentes de la economía, desafiando la opinión tradicional de que los incentivos materiales proporcionarán de forma fiable los productos que queremos y necesitamos ( la soberanía del consumidor ), que no es cierto para muchas personas.
La economía institucional es un medio por el cual los economistas feministas mejoran el modelo de homo economicus . Esta teoría examina el papel de las instituciones y procesos sociales evolutivos en la formación del comportamiento económico, haciendo hincapié en " la complejidad de los motivos humanos y la importancia de la cultura y las relaciones de poder." Esto proporciona una visión más holística del actor económico que el homo economicus.
El trabajo de George Akerlof y Janet Yellen, sobre los salarios de eficiencia basado en nociones de equidad es un ejemplo de un modelo feminista de los actores económicos. En su trabajo, los agentes no son hiperracional o aislados, sino que actúan en concierto y con justicia, son capaces de experimentar los celos y están interesados en las relaciones personales . Este trabajo se basa en la sociología empírica y la psicología, y sugiere que los salarios pueden ser influenciados por consideraciones de equidad más que puramente fuerzas del mercado.

### Metodología limitada
La Economía es a menudo considerada como "el estudio de cómo la sociedad gestiona sus recursos escasos" y como tal se limita a la investigación matemática. Economistas tradicionales a menudo dicen que este enfoque asegura la objetividad y separa la Economía de los campos "más suaves" tales como la sociología y la ciencia política. Los economistas feministas, sostienen por el contrario que una concepción matemática de la economía limitada a los escasos recursos es un vestigio de los primeros años de la ciencia y la filosofía cartesiana, y limita el análisis económico, así suelen buscar recolección de datos más diversa y modelos económicos más amplios .

### Pedagogía económica
Economistas feministas sugieren que tanto el contenido como el estilo de enseñanza de los cursos de economía se beneficiarían de ciertos cambios. Algunos recomiendan que incluyan el aprendizaje experimental, sesiones de laboratorio , la investigación individual y más oportunidades para " hacer la economía. " También se reclama más diálogo entre profesorado y alumnado. Muchos economistas feministas están interesados urgentemente en cómo el contenido del curso influye en la composición demográfica de futuros economistas, lo que sugiere que el " clima de la clase " afecta a la percepción de su propia capacidad de parte del alumnado.

### La crisis financiera del 2000
Margunn Bjørnholt y Ailsa McKay argumentan que la crisis financiera de 2007-08 y la respuesta a ella revelaron una crisis de ideas en la economía dominante y dentro de la profesión económica, y exigen una reforma tanto de la economía, la teoría económica y la profesión económica. Argumentan que una reforma debería incluir nuevos avances dentro de la economía feminista que toman como punto de partida el tema socialmente responsable, sensible y responsable en la creación de una economía y las teorías económicas que reconozcan plenamente el cuidado de los demás, así como del planeta .

## Las principales áreas de investigación

### Epistemología económica
Las críticas feministas de la economía incluyen que "la economía, como cualquier ciencia, es una construcción social."  La economía feminista muestra que las construcciones sociales actúan para el privilegio masculino, e interpretaciones heterosexuales occidentales de la economía.  Por lo general, incorpora la teoría feminista y los marcos para mostrar cómo las comunidades tradicionales de economía señalan las expectativas de los participantes adecuados, con exclusión de los forasteros. Tales críticas se extienden a las teorías, metodologías y áreas de investigación de la economía, con el fin de demostrar que las cuentas de la vida económica están profundamente influenciados por las historias sesgadas, las estructuras sociales, normas, prácticas culturales, las interacciones interpersonales y la política.
Economistas feministas suelen hacer una distinción fundamental acerca de que el sesgo masculino en la economía es principalmente el resultado de género, no el sexo.  En otras palabras, cuando la economía feminista destaca los prejuicios de la economía dominante, que se centra en sus creencias sociales sobre la masculinidad como la objetividad, la separación, la consistencia lógica, los logros individuales, las matemáticas, la abstracción y la falta de emoción, pero no en el género de las autoridades y los sujetos. Sin embargo, el exceso de representación de varones entre los economistas y sus sujetos de estudio es también una preocupación.

### Historia económica

Ganancias semanales de mujeres como un porcentaje de las de los hombres de E.U. por edad, 1979-2005

Economistas feministas dicen que la economía dominante se ha desarrollado de manera desproporcionada por los varones de clase descendiente de europeos, heterosexual, clase media y media-alta, y que esto ha llevado a la supresión de las experiencias de vida de toda la diversidad de los pueblos del mundo, de las mujeres especialmente,  niños y familias no tradicionales.  Por ejemplo, Colin Danby enfatiza cómo los supuestos heteronormativo se han mantenido en los modelos económicos, incluidas las de los economistas feministas, y ofrece estrategias mediante las cuales pueden ser superados para representar mejor la diversidad de los pueblos del mundo.
Además, los economistas feministas afirman que las bases históricas de la economía son intrínsecamente excluyentes para las mujeres. Michèle Pujol apunta a cinco supuestos históricos específicos sobre la mujer que se levantó, se insertaron en la formulación de la economía, y pueden seguir utilizándose para mantener que las mujeres son diferentes de las normas masculinizados y excluirlas. Estos incluyen las ideas que : 
- Todas las mujeres se casan, o si aún no, lo van a ser y todas las mujeres tendrán los niños .

- Todas las mujeres dependen económicamente de un familiar varón .

- Todas las mujeres son (y deben ser) amas de casa debido a sus capacidades reproductivas .

- Las mujeres son improductivas en la fuerza de trabajo industrial.

- Las mujeres son agentes económicos irracionales, impropios , y no se puede confiar para tomar las decisiones económicas correctas .

Economistas feministas también examinan la interacción de los primeros pensadores económicos o la falta de interacción con el género y asuntos de la mujer, mostrando ejemplos de la participación histórica de las mujeres con el pensamiento económico. Por ejemplo, Edith Kuiper discute la participación de Adam Smith con el discurso feminista sobre el papel de la mujer en el siglo XVIII, en Francia e Inglaterra. Se considera que a través de sus escritos, Smith normalmente apoya el status quo en temas de la mujer y " perdió de vista la división del trabajo en la familia y la contribución del trabajo económico de la mujer" . En respuesta señala a las obras de María Collier como Trabajo de la Mujer ( 1739 ) para ayudar a comprender las experiencias contemporáneas de Smith de las mujeres y completar esas lagunas.

### Engendrar teorías macroeconómicas

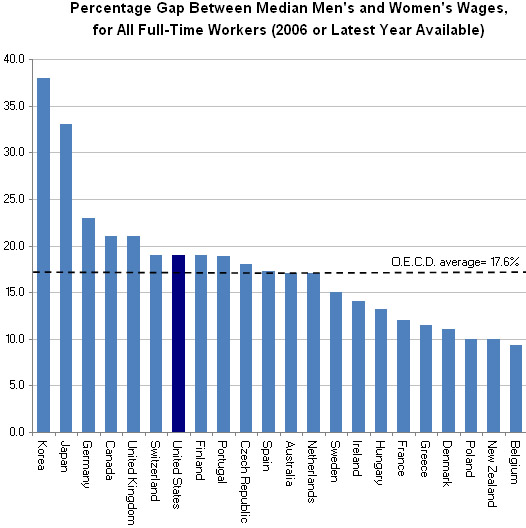
Brecha porcentual entre los salarios promedio de hombres y mujeres, 2006.

Central a la economía feminista es un esfuerzo por alterar el modelo teórico de la economía, para reducir el sesgo de género y la desigualdad . Investigaciones macroeconómicas feministas se centran en los flujos de capital internacionales, la austeridad fiscal, desregulación y privatización, política monetaria, el comercio internacional y más. En general, estas modificaciones tienen tres formas principales: desagregación de género, la incorporación de las variables macroeconómicas basadas en el género, y la creación de un sistema de dos sectores .

#### Desagregación de género
Este método de análisis económico busca superar los prejuicios de género al mostrar cómo los hombres y las mujeres difieren en su comportamiento deconsumo, inversión o ahorro . Estrategias de desagregación de género justifican la separación de variables macroeconómicas por género. Korkut Ertürk y Nilüfer Çağatay muestran como la feminización del trabajo estimula la inversión, mientras que un aumento de la actividad femenina en las tareas del hogar plantea ahorros. Este modelo destaca cómo afecta el género las variables macroeconómicas y muestra que las economías tienen una mayor probabilidad de recuperarse de las crisis si las mujeres participan más en la fuerza de trabajo, en lugar de dedicar su tiempo a las tareas del hogar

#### Variables macreconómicas de género

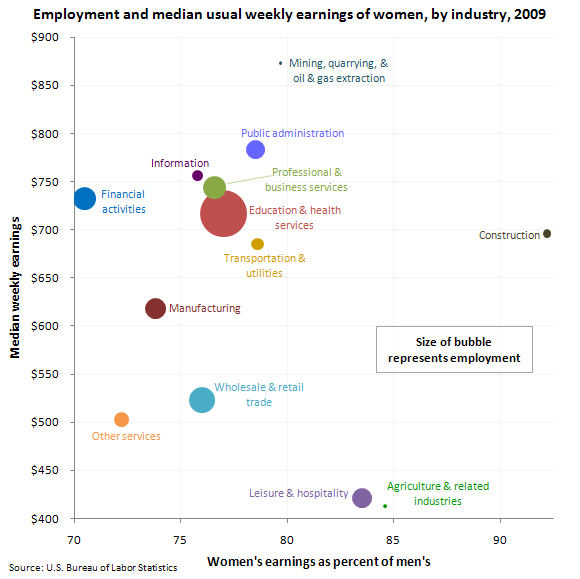
Ganancias semanales de mujeres estadounidenses, por industria, 2009.

Este enfoque demuestra los efectos de las desigualdades de género mediante la mejora de los modelos macroeconómicos . Bernard Walters demuestra que los modelos neoclásicos tradicionales fallan para evaluar adecuadamente el trabajo en materia de reproducción, asumiendo que la población y el trabajo se determinan exógenamente . Esto no tiene en cuenta el hecho de que las entradas se producen a través del trabajo de cuidados, que se realiza de manera desproporcionada por las mujeres. Stephen Knowels et al. utiliza un modelo de crecimiento neoclásico para mostrar que la educación de las mujeres tiene un efecto estadísticamente significativo positivo sobre la productividad del trabajo, más robusto que el de la educación de los hombres . En ambos casos, los economistas destacan y hacen frente a los prejuicios de género de las variables macroeconómicas para demostrar que el género juega un papel significativo en los resultados de los modelos.

#### Sistema de doble sector
Los sistemas de dos sectores modelan la economía como dos sistemas separados: uno que involucra las variables macroeconómicas estándar, mientras que el otro incluye variables específicas de género. William Darity desarrolla un enfoque de dos sectores de bajos ingresos, las economías basadas en la agricultura . Darity muestra que la agricultura de subsistencia dependía del trabajo de las mujeres, mientras que la producción de ingresos dependía del trabajo de hombres y mujeres en actividades de cultivo. Este modelo muestra que cuando los hombres controlan la producción y los ingresos, que buscan maximizar los ingresos por persuadir a las mujeres a poner un esfuerzo adicional en la producción de cultivos, causando aumentos en los cultivos comerciales a expensas de la producción de subsistencia .

### Bienestar
Muchos economistas feministas sostienen que la economía debe centrarse menos en los mecanismos (como los ingresos ) o teorías (como el utilitarismo ) y más en el bienestar, un concepto multidimensional que incluye ingresos, la salud, la educación, la capacitación y el estatus social . Argumentan que el éxito económico no se puede medir solamente por bienes o el producto interno bruto, sino que también debe medirse por el bienestar humano. El Ingreso agregado no es suficiente para evaluar el bienestar general , ya que los derechos y las necesidades individuales también deben tenerse en cuenta, lo que lleva a economistas feministas a estudiar la salud, la longevidad, el acceso a la propiedad , la educación , y los factores relacionados.
Bina Agarwal y Pradeep Panda ilustran que el estado de propiedad de la mujer (como ser propietario de una casa o terreno) reduce directa y significativamente sus probabilidades de experimentar violencia doméstica, mientras que el empleo no hace mucha diferencia. Argumentan que tales bienes inmuebles aumentan el autoestima de la mujer, la seguridad económica, y refuerza su posición de repliegue, aumentando sus opciones y poder de negociación. Muestran que la propiedad es un contribuyente importante para el bienestar económico de las mujeres, ya que reduce su vulnerabilidad a la violencia. 
Con el fin de medir el bienestar en general, Amartya Sen, Sakiko Fukuda-Parr, y otros economistas feministas ayudaron a desarrollar alternativas al producto interno bruto, como el Índice de Desarrollo Humano.  Otros modelos de interés para la economía feminista incluye la teoría del valor de la mano de obra, que se desarrolló más a fondo en El Capital de Karl Marx. Este modelo considera la producción como un proyecto humano socialmente construido y redefine los salarios como medio para ganarse la vida. Esto vuelve a centrar los modelos económicos en los deseos innatos humanos y las necesidades en lugar de incentivos monetarios.

#### Enfoque de capacidades humanas
Economistas feministas como Amartya Sen y Martha Nussbaum crearon el enfoque de las capacidades humanas como una forma alternativa de evaluar el éxito económico arraigado en las ideas de la economía del bienestar y se centró en el potencial del individuo para hacer y ser lo que él o ella puede optar por valor . A diferencia de las medidas económicas tradicionales de éxito, centradas en el PIB, utilidad , ingresos, activos u otras medidas monetarias , el enfoque de las capacidades se centra en lo que los individuos son capaces de hacer. Este enfoque hace hincapié en los procesos, así como los resultados, y llama la atención a las dinámicas culturales, sociales y materiales de bienestar. Martha Nussbaum, amplió en el modelo con una lista más completa de las capacidades centrales, incluyendo la vida , la salud , la integridad física , el pensamiento , y más. En los últimos años , el enfoque de las capacidades ha influido en la creación de nuevos modelos, incluyendo el Índice de la ONU de Desarrollo Humano ( IDH)

### Negociación en los hogares
Una cuestión central para la economía feminista es el enfoque diferente a la "familia" y "hogar". En la economía clásica, esas unidades suelen ser descritas como amistosa y homogénea. Gary Becker y nuevos economistas domésticos presentaron el estudio de "la familia" de la economía tradicional, que generalmente asume que la familia es una sola unidad, altruista entre los cuales el dinero se distribuye por igual. Otros han llegado a la conclusión de que una distribución óptima de los productos básicos y disposiciones tiene lugar dentro de la familia como consecuencia de los cuales ven familias de la misma manera que las personas. Estos modelos, según los economistas feministas "respaldaron las expectativas tradicionales acerca de los sexos " y aplicado modelos de la elección racional individualistas para explicar la conducta en casa. Los economistas feministas modifican estas hipótesis para dar cuenta de las relaciones sexuales y de género de explotación, las familias monoparentales, las relaciones entre personas del mismo sexo, las relaciones familiares con los niños, y las consecuencias de la reproducción. En concreto, los economistas feministas se mueven más allá de los modelos domésticos unitarios y la teoría de juegos para mostrar la diversidad de experiencias de uso doméstico.
Por ejemplo, Bina Agarwal y otros han criticado el modelo dominante y han ayudado a proporcionar una mejor comprensión del poder de negociación dentro del hogar . Agarwal muestra que la falta de poder y opciones fuera para las mujeres obstaculiza su capacidad para negociar dentro de sus familias. Amartya Sen muestra cómo las normas sociales que desvalorizan el trabajo no remunerado de las mujeres en el hogar a menudo crea mujeres en desventaja en la negociación dentro del hogar. Estos economistas feministas argumentan que tales afirmaciones tienen importantes resultados económicos que serán reconocidos en los marcos económicos.

### Economía del cuidado
Economistas feministas se unen a la ONU y otros en reconocer el trabajo de cuidado, como un tipo de trabajo que incluye todas las tareas relacionadas con el cuidado, como un elemento central para el desarrollo económico y el bienestar humano.  Estudian tanto el trabajo de cuidado remunerado y no remunerado y plantean que el análisis tradicional de la economía a menudo ignora el valor del trabajo no remunerado de los hogares . También argumentan que el trabajo doméstico no remunerado es tan valioso como el trabajo remunerado, por lo que las medidas de éxito económico deben incluir el trabajo no remunerado. Por otro lado han demostrado que las mujeres son desproporcionadamente responsables de la realización de dicho trabajo de cuidado .
Sabine O'Hara considera que el cuidado es la base de todas las economías de la actividad y del mercado económico, concluyendo que " todo necesita cuidados ", no solo las personas sino también los animales y las cosas y destaca la naturaleza de sostenimiento de los servicios de atención ofrecidos se encuentre fuera de la economía formal .
La economía feminista también ha puesto de relieve cuestiones de poder y desigualdad en las familias y los hogares. Por ejemplo, Randy Albelda muestra que la responsabilidad por el trabajo de cuidado influye en la pobreza de tiempo experimentado por madres solteras en Estados Unidos. Del mismo modo, Sarah Gammage examina los efectos del trabajo de cuidado no remunerado que realizan las mujeres en Guatemala. El trabajo del Departamento de Estudios de Igualdad en el University College de Dublín, como el de Sara Cantillon se ha centrado en las desigualdades de arreglos domésticos dentro de los hogares, incluso ricos. 
Si bien gran parte el trabajo de cuidado se realiza en el hogar, también puede realizarse spor un salario. Como tal, la economía feminista examinan sus implicaciones, incluyendo la creciente participación de las mujeres en el trabajo de cuidado remunerado, el potencial para la explotación, y los efectos en la vida de los trabajadores de atención.
El estudio sistemático del trabajo de las formas de la mujer se mide, o no se mide en todos, se han llevado a cabo por Marilyn Waring y otros en los años 1980 y 1990. Estos estudios comenzaron a justificar los diferentes medios de la determinación del valor - algunos de los cuales influyeron en la teoría del capital social y el capital individual, que surgió a finales de 1990 y, junto con la economía ecológica, la influencia de la teoría del desarrollo humano moderno.

### Trabajo no remunerado
El trabajo no remunerado puede incluir el trabajo doméstico, el trabajo de cuidado, el trabajo de subsistencia, mercado de trabajo no remunerado y el trabajo voluntario. No hay un consenso claro sobre la definición de estas categorías. Pero en términos generales, este tipo de trabajo puede ser visto como una contribución a la reproducción de la sociedad. 
El trabajo doméstico es el mantenimiento de la casa, y es por lo general universalmente reconocible, por ejemplo, lavar la ropa. Trabajo de cuidado está enfocado "después de un pariente o amigo que necesita ayuda debido a la edad, la discapacidad física o de aprendizaje, o enfermedad, incluyendo enfermedades mentales;" esto también incluye la crianza de niños. El trabajo de atención también implica "una estrecha interacción personal o emocional." También se incluyen en esta categoría el "autocuidado", en el que se incluyen el tiempo y las actividades de ocio. El trabajo de subsistencia es el trabajo realizado con el fin de satisfacer las necesidades básicas, tales como la recolección de agua, pero no tiene los valores de mercado asignadas a la misma. Aunque algunos de estos esfuerzos "se clasifican como actividades productivas según la última revisión del Sistema Internacional de Cuentas Nacionales (SCN) ... [que] están mal medidos por la mayoría de las encuestas." el trabajo no remunerado de mercado es "la directa contribución de los miembros familiares no remunerados a trabajo de mercado que pertenece oficialmente a otro miembro de la familia ".  El trabajo voluntario es usualmente trabajo realizado por personas ajenas al hogar, pero a cambio de poca o ninguna remuneración.

#### Sistema de cuentas nacionales
Cada país mide su producción económica de acuerdo con el Sistema de Cuentas Nacionales (SCN ), patrocinado principalmente por las Naciones Unidas ( ONU ) , pero implementado principalmente por otras organizaciones, como la Comisión Europea , el Fondo Monetario Internacional (FMI ) , la Organización para la Cooperación Económica y el Desarrollo (OCDE ) y el Banco Mundial. El SCN reconoce que el trabajo no remunerado es un área de interés , pero los "servicios domésticos no remunerados son excluidos de [ su ] frontera de la producción . " Economistas feministas han criticado la SNA por esta exclusión, ya que al dejar el trabajo no remunerado, básico y necesario la mano de obra se ignora. 
Incluso las medidas contables destinados a reconocer las desigualdades de género son criticados por ignorar el trabajo no remunerado. Dos ejemplos son el Índice de Desarrollo relativo al Género ( IDG) y el Índice de Potenciación de Género (IPG ), ninguno de los cuales incluye el trabajo no remunerado . Por lo tanto la economía feminista exige un índice más amplio que incluya la participación en el trabajo no remunerado .
En los últimos años ha habido una creciente atención a este tema, tales como el reconocimiento del trabajo no remunerado en los informes de SNA y un compromiso por la ONU para la medición y la valoración del trabajo no remunerado, con énfasis en el trabajo de cuidado que realizan las mujeres. Este objetivo se actualizó en 1995, en la Cuarta Conferencia Mundial sobre la Mujer en Beijing

#### Medición del trabajo no remunerado
El método más utilizado para medir el trabajo no remunerado está reuniendo información sobre el uso del tiempo, que ha " puesto en práctica por lo menos 20 países en desarrollo y más están en marcha " a partir de 2006. Medición de Uso del tiempo consiste en la recopilación de datos sobre los hombres cuánto tiempo y las mujeres pasan a diario, semanal o mensual sobre determinadas actividades que corresponden a las categorías de trabajo no remunerado. 
Técnicas para recopilar estos datos incluyen encuestas, entrevistas en profundidad, diarios, y la observación participante. Los defensores de los diarios de uso del tiempo creen que este método "generan información más detallada y tienden a capturar una mayor variación de preguntas predeterminadas." Sin embargo, otros argumentan que la observación participante", donde el investigador pasa largos períodos de tiempo en los hogares ayudando y observando el proceso de trabajo ," genera una información más precisa debido a que el investigador puede determinar si o no los estudiados están reportando con precisión cuáles son las actividades que realizan

##### Exactitud
El primer problema de medir el trabajo no remunerado es el tema de la recolección de información precisa. Esta es siempre una preocupación en los estudios de investigación, pero es especialmente difícil cuando se evalúa el trabajo no remunerado . "Las encuestas de uso del tiempo pueden revelar relativamente poco tiempo dedicado a las actividades de atención directa con impagos [ porque] las exigencias de la producción de subsistencia en los países que son grandes ", y pueden no tener en cuenta la multitarea - por ejemplo, una madre puede recoger leña mientras que una niño está en el mismo lugar, por lo que el niño está en su cuidado mientras ella está realizando otro trabajo.  Por lo general, estos cuidados indirectos se debe incluir, como lo es en muchos estudios sobre el uso del tiempo. Pero no es siempre, y como resultado de algunos estudios puede subestimar la cantidad de ciertos tipos de trabajo no remunerado. La observación participante ha sido criticado por ser " tan lento que sólo puede centrarse en un pequeño número de hogares ", y por lo tanto limitado en la cantidad de información que puede ser utilizado para recoger .
Toda la recolección de datos implica dificultades con la inexactitud potencial de los informes de los sujetos de investigación. Por ejemplo, cuando "la gente que hace el trabajo doméstico no tienen razón para prestar atención a la cantidad de tiempo que las tareas toman ... ellos [pueden] a menudo subestiman el tiempo dedicado a actividades familiares". El tiempo de medición también puede ser problemático porque " los trabajadores más lentos y más ineficientes [parecen llevar a] la mayor carga de trabajo." Uso del tiempo en la evaluación de cuidado de los niños es criticado como "ocultar las diferencias de género en la carga de trabajo. Los hombres y las mujeres pueden tanto poner en la misma cantidad de tiempo siendo responsable de los niños, pero como los estudios de observación participante han demostrado, muchos hombres son más propensos a 'babysit' a sus hijos mientras que hace algo por sí mismos, como ver la televisión. Las normas de los hombres de la atención puede ser limitado a asegurar que los niños no se ven perjudicados. Los pañales sucios pueden ser ignorados o deliberadamente dejados hasta que la madre regresa " Un aspecto paradójico de este problema es que los más agobiados pueden no ser capaces de participar en los estudios:".Por lo general, las mujeres con las cargas de trabajo más pesadas eligen no participar en estos estudios. " En general, la medición de tiempo hace que "algunos de los aspectos más exigentes de trabajo no remunerado [para ser explorada] y la premisa de que el tiempo es un instrumento adecuado para medir el trabajo no remunerado de las mujeres no se cuestiona. " Las encuestas también han sido criticados por su falta de" profundidad y complejidad ", como preguntas que no se pueden adaptar específicamente a las circunstancias particulares.

##### Comparabilidad
Un segundo problema es la dificultad de las comparaciones entre culturas. "Las comparaciones entre países están actualmente obstaculizadas por las diferencias en la clasificación de la actividad y la nomenclatura ."  En profundidad las encuestas pueden ser la única manera de conseguir la información necesaria deseada, pero ellos hacen que sea difícil realizar comparaciones interculturales . La falta de una terminología universal, adecuada al discutir el trabajo no remunerado es un ejemplo. "A pesar del creciente reconocimiento de que el trabajo doméstico es trabajo, vocabularios existentes no transmiten fácilmente a las nuevas apreciaciones. La gente todavía tiende a hablar sobre el trabajo y el hogar como si fueran esferas separadas ." Madres trabajadoras "se asume generalmente que no están en la fuerza laboral remunerada, a pesar de las afirmaciones feministas que "cada madre es una madre trabajadora ". No se aceptan fácilmente términos para expresar diferentes actividades de trabajo o títulos de trabajo. El ama de casa, gerente de casa, ama de casa son todos problemáticos y ninguno de ellos transmite la sensación de una mujer que hace malabares tanto el trabajo doméstico y el trabajo remunerado. "

##### Complejidad
Un tercer problema es la complejidad del trabajo doméstico y de las cuestiones de la separación de categorías de trabajo no remunerado. Estudios sobre el uso del tiempo ahora toman en cuenta las cuestiones de multitarea, separando las actividades primarias y secundarias. Sin embargo, no todos los estudios lo hacen, e incluso los que lo hacen pueden no tener en cuenta "el hecho de que con frecuencia se hacen varias tareas a la vez, que las tareas se superponen, y que los límites entre el trabajo y las relaciones son a menudo poco clara. ¿Cómo una mujer determina su actividad principal cuando se está preparando la cena, mientras que poner la ropa a distancia,  hace el café para su cónyuge, tomando café y charlando con él, y la atención a los niños? " Algunas actividades no pueden incluso ser considerados trabajo, como jugar con un niño (esto ha sido clasificado como el trabajo de cuidado de desarrollo) y por tanto no puede ser incluido en las respuestas de un estudio. Como se mencionó anteriormente, la supervisión del niño (trabajo de cuidado indirecto) no puede ser interpretado como una actividad en todos, que "sugiere que las encuestas basadas en la actividad deben completarse con preguntas más estilizadas con respecto a las responsabilidades del cuidado" de lo contrario este tipo de actividades se pueden subcontar. En el pasado, los estudios sobre uso del tiempo tendían a medir solamente las actividades primarias, "los encuestados que hacen dos o más se les pidió que indicaran la más importante " Esto ha ido cambiando en los últimos años.

#### Valoración del tiempo
Economistas feministas señalan tres formas principales de la determinación del valor del trabajo no remunerado: el método de costo de oportunidad, método de costo de reemplazo, y el método de costos de insumo-producto. El método de costo de oportunidad "utiliza el salario que una persona obtendría en el mercado" para ver cuánto valoran su tiempo de trabajo . Este método extrapola a partir de la idea de costo de oportunidad en la economía dominante. 
El segundo método de valoración utiliza los costos de reemplazo. En términos simples, esto se hace mediante la medición de la cantidad de dinero que un tercero podría hacer por hacer el mismo trabajo si fuera parte del mercado. En otras palabras, el valor de una persona que limpia la casa en una hora es el mismo que el salario por hora para una dama. Dentro de este método existen dos enfoques: el primero es un método de coste de reposición generalista, que examina si "sería posible, por ejemplo,  tomar el salario de un trabajador doméstico en general que podría realizar una variedad de tareas que incluyen el cuidado de niños". El segundo enfoque es el método de costo de reemplazo especialista, cuyo objetivo es "distinguir entre las diferentes tareas de la casa y elegir reemplazos en consecuencia"
El tercer método es el método de costo de insumo-producto. Esto se ve tanto en los costos de los insumos y no incluye ningún valor añadido por el hogar. "Por ejemplo, el valor del tiempo dedicado a cocinar una comida puede ser determinada por preguntar lo que podría costar comprar una comida similar (la salida) en el mercado, luego de restar el costo de los bienes de capital, utilidades y materias primas dedicadas a la comida, el resto representa el valor de los otros factores de producción, principalmente la mano de obra " Estos tipos de modelos tratan de valorar la producción de los hogares mediante la determinación de los valores monetarios de las entradas  - en el ejemplo de la cena , los ingredientes y la producción de la comida - y la compara con los equivalentes del mercado.

##### Dificultad para establecer los niveles monetarios
Una de las críticas de la valoración de tiempo se refiere a la elección de los niveles monetarios. ¿Cómo debe valorarse el trabajo no remunerado que se realiza a más de una actividad o se produce más de una salida? Otra cuestión se refiere a las diferencias de calidad entre los mercados y productos para el hogar. Algunos economistas feministas en desacuerdo con el uso del sistema de mercado para determinar los valores para una variedad de razones: puede llevar a la conclusión de que el mercado ofrece sustitutos perfectos para el trabajo fuera del mercado; el salario producido en el mercado de servicios no podrá reflejar con precisión el costo de oportunidad real de tiempo dedicado a la producción familiar; y los salarios utilizados en los métodos de valoración provienen de industrias donde los salarios son ya bajos debido a las desigualdades de género, por lo que no se valoran con precisión el trabajo no remunerado Un argumento relacionado es que el mercado "acepta divisiones sexo / género existentes de trabajo y paga las desigualdades de forma normal y sin problemas. Con esta premisa básica que subyace a sus cálculos, las valoraciones producidas sirven para reforzar las desigualdades de género en lugar de desafiar la subordinación de las mujeres ".

##### Críticas al costo de oportunidad
Las críticas están en contra del método de valoración. El método de costo de oportunidad "depende de la pérdida de ingresos del trabajador para que un inodoro limpiado por un abogado tenga mucho más valor que uno limpiado por un portero" , lo que significa que el valor varía demasiado . También hay problemas con la uniformidad de este método no solo a través de múltiples individuos, sino también para una sola persona: " . puede no ser uniforme en todo el día o a través de los días de la semana " también está la cuestión de si cualquier disfrute de actividad debe ser deducida de la estimación del costo de oportunidad .

##### Dificultades con el costo de reposición
El método de costo de reemplazo también tiene sus críticos. ¿Qué tipos de puestos de trabajo deben utilizarse como sustitutos? Por ejemplo, deben " ¿ser calculados utilizando los salarios de los trabajadores de la guardería o psiquiatras infantiles? "  Esto se relaciona con el problema de los salarios bajos en industrias que predominan las mujeres, y si el uso de estos puestos de trabajo como un equivalente conduce a la infravaloración de trabajo no remunerado. Algunos han argumentado que los niveles de educación debe ser comparable, por ejemplo, "el valor del tiempo que un padre con educación universitaria gasta en la lectura en voz alta a un niño debe ser comprobado por preguntar cuánto costaría contratar a un trabajador con educación universitaria por hacer lo mismo , y no por el salario de un ama de llaves de la media" .
Dificultades con los métodos de insumo-producto
Críticas en contra de los métodos de entrada - salida incluyen la dificultad de identificar y medir las salidas del hogar , y las cuestiones de la variación de los hogares y estos efectos.

### La economía formal
La investigación sobre las causas y consecuencias de la segregación ocupacional, la brecha salarial de género, y el "techo de cristal", han sido una parte importante de la economía feminista. Mientras que las teorías económicas neoclásicas convencionales de los años 1960 y 1970 explican estos como el resultado de elecciones libres realizadas por mujeres y hombres que simplemente tenían diferentes capacidades o preferencias, los economistas feministas señalaron el importante papel desempeñado por los estereotipos, sexismo, creencias e instituciones patriarcales, el acoso sexual y la discriminación.  Las razones para, y los efectos de las leyes contra la discriminación adoptadas en muchos países industriales a partir de la década de 1970, también se ha estudiado.
Las mujeres se movían en gran número dentro de bastiones masculinos - especialmente profesiones como la medicina y la ley - durante las últimas décadas del siglo XX. La brecha salarial de género se mantiene y se está reduciendo más lentamente. Economistas feministas como Marilyn Poder, Ellen Mutari y Deborah M. Figart han examinado la brecha salarial de género y se encontró que los procedimientos de ajuste salarial no son impulsados principalmente por las fuerzas del mercado, sino por el poder de los actores, entendimientos culturales del valor del trabajo y lo que constituye una vida adecuada, y las normas sociales de género. En consecuencia, afirman que los modelos económicos deben tomar estas variables normalmente exógenas en cuenta.
Mientras que la discriminación laboral abierta por el sexo sigue siendo una preocupación de los economistas feministas, en los últimos años se ha prestado más atención a la discriminación contra los cuidadores, aquellas mujeres, y algunos hombres, que dan práctica en el cuidado de niños o amigos enfermos o ancianos o familiares. Debido a que muchas de las políticas empresariales y gubernamentales fueron diseñadas para acomodar el " trabajador ideal " ( es decir, el trabajador masculino tradicional que no tenía tales responsabilidades ) en lugar de los cuidadores de trabajo, un tratamiento ineficiente e inequitativo ha dado lugar

### Globalización
El trabajo de los economistas feministas sobre la globalización es diverso y multifacético. Pero gran parte de ella está atado a través de estudios detallados y matizados de las formas en que la globalización afecta a las mujeres en particular, y cómo estos efectos se relacionan con los resultados socialmente justos. A menudo se utilizan estudios de casos nacionales para estos datos.  Algunos economistas feministas se centran en las políticas que implican el desarrollo de la globalización. Por ejemplo, Lourdes Benería sostiene que el desarrollo económico en el Sur Global depende en gran parte de la mejora de los derechos reproductivos, las leyes de equidad de género en la propiedad y la herencia, y las políticas que son sensibles a la proporción de mujeres en la economía informal.  Además, Nalia Kabeer analiza los impactos de una cláusula social para cumplir las normas laborales globales a través de los acuerdos comerciales internacionales, basándose en el trabajo de campo de Bangladés. Se argumenta que si bien pueden aparecer estos puestos de trabajo explotadores, para muchos trabajadores en aquellas áreas que presentan oportunidades y formas para evitar más situaciones de explotación en la economía informal.
Alternativamente, Suzanne Bergeron, por ejemplo, plantea ejemplos de estudios que ilustran los efectos multifacéticos de la globalización sobre las mujeres, incluyendo el estudio de Kumudhini Rosa de Sri Lanka, Malasia y Filipinas, los trabajadores de las zonas francas como un ejemplo de la resistencia local a la globalización.  Las mujeres no usan sus salarios para crear centros de mujeres dirigidas a la prestación de servicios jurídicos y médicos , bibliotecas y vivienda cooperativa, a los miembros de la comunidad local. Tales esfuerzos, destaca Bergeron, permiten a las mujeres la oportunidad de tomar el control de las condiciones económicas, aumentar su sentido de individualismo, y alterar el ritmo y la dirección de la propia globalización.
En otros casos, los economistas feministas trabajan en la eliminación de los prejuicios de género de las bases teóricas de la propia globalización. Suzanne Bergeron, por ejemplo, se centra en las teorías típicqs de la globalización como la "integración rápida del mundo en un solo espacio económico" a través de la circulación de bienes, capitales y dinero, con el fin de mostrar cómo se excluyen algunas mujeres y los desfavorecidos. Ella sostiene que las ideas tradicionales de la globalización sobre-enfatizan el poder de los flujos mundiales de capital, la uniformidad de las experiencias de la globalización a través de todas las poblaciones, y los procesos económicos técnicos y abstractos, y por lo tanto representan la economía política de la globalización de manera inapropiada. Ella pone relevancia en los puntos de vista alternativos de globalización creadas por las feministas. En primer lugar, se describe cómo las feministas pueden restar importancia a la idea del mercado como "una fuerza natural e imparable", en lugar de representar el proceso de la globalización como alterables y móvil por actores económicos individuales incluidas las mujeres. También explica que el concepto de la globalización en sí es sesgada de género, ya que su descripción como "dominante, unificó, [y] intencional" es inherentemente masculinizada y engañosa. Ella sugiere que las feministas critican tales narraciones, mostrando cómo una "economía global" es muy compleja, descentrada y poco clara.

## Metodología

### Recopilación de datos Interdisciplinaria
Muchos economistas feministas desafían la percepción de que solo los datos "objetivos" son válidos (a menudo presume que cuantitativos) . En lugar de ello, dicen los economistas que deberían enriquecer su análisis mediante el uso de conjuntos de datos generados a partir de otras disciplinas o por medio de un mayor uso de los métodos cualitativos.  Además, muchos economistas feministas proponen la utilización de estrategias no tradicionales de recogida de datos, tales como "la utilización de marcos de contabilidad del crecimiento, la realización de pruebas empíricas de las teorías económicas, el desarrollo de estudios de caso de país, y perseguir la investigación en los planos conceptuales y empíricos."
La recopilación de datos Interdisciplinarios mira a los sistemas de una posición moral específica y punto de vista en lugar de tratar la perspectiva de un observador neutral. La intención no es crear una metodología más "subjetiva", sino para contrarrestar los sesgos en las metodologías existentes, mediante el reconocimiento de que todas las explicaciones para los fenómenos del mundo surgen de los puntos de vista de influencia social. Economistas feministas dicen que demasiadas teorías afirman los principios universales, pero en realidad presentan un punto de vista masculino en el disfraz de un "punto de vista de la nada", se necesitan más variadas fuentes de recopilación de datos para mediar en estas cuestiones.

### Juicio Ético
Economistas feministas parten de la economía tradicional en que se dice " juicios éticos son una parte deseable válida, ineludibl , y hecho del análisis económico." Por ejemplo, Lourdes Benería sostiene que los juicios sobre las políticas que conducen a un mayor bienestar deben ser central para el análisis económico. Del mismo modo, Shahra Razavi dice que una mejor comprensión del trabajo de cuidado "nos permitiría cambiar nuestras prioridades de ' hacer dinero ' o ' hacer cosas' a ' hacer vidas vivibles " y " enriquecer las redes de atención y relación ' ", que debería ser central en la economía.

### Estudio de casos nacionales
A menudo, los economistas feministas utilizan estudios a nivel de país o de casos menores centrados en el desarrollo y a menudo poco estudiados de países o poblaciones.  Por ejemplo, Michael Kevane y Leslie C. Gray examinan cómo el género en normas sociales son fundamentales para la comprensión de las actividades agrícolas en Burkina Faso.  Cristina Carrasco y Arantxa Rodríguez examinan la economía del cuidado en España para sugerir que la entrada de las mujeres en el mercado laboral exige responsabilidades de cuidado más equitativas.  Estos estudios muestran la importancia de las normas sociales locales, las políticas gubernamentales y las situaciones culturales. Economistas feministas ven la variación como un factor crucial que debe incluirse en la economía.

### Medidas alternativas de éxito
Economistas feministas exigen un cambio en cómo se mide el éxito económico . Estos cambios incluyen una mayor atención a la capacidad de una política de llevar la sociedad hacia la justicia social y mejorar la vida de las personas , a través de metas específicas incluyendo la equidad distributiva , la equidad , la provisión universal de las necesidades , la eliminación de la pobreza , la no discriminación y la protección de las capacidades humanas

#### Índice de Desarrollo Humano (HDI)
| Muy alto (país desarrollado) | Bajo (país en desarrollo) |
| Alto (país en desarrollo)    | Sin datos                 |
| Medio (país en desarrollo)   |                           |

Mapa mundial por cuartiles de Índice de Desarrollo Humano, 2011.

Los economistas feministas a menudo apoyan el uso del Índice de Desarrollo Humano como una estadística compuesto a fin de evaluar los países por su nivel general de desarrollo humano, a diferencia de otras medidas. El IDH tiene en cuenta una amplia gama de medidas más allá de las consideraciones monetarias, incluyendo la esperanza de vida, la alfabetización, la educación y el nivel de vida de todos los países en todo el mundo
El Índice de Desarrollo Relacionado al Género  (GDI)  se introdujo en 1995 en el Informe sobre Desarrollo Humano escrito por el Programa de Naciones Unidas para el Desarrollo con el fin de añadir una dimensión sensible al género en el Índice de Desarrollo Humano. El GDI tiene en cuenta no solo el nivel medio o general de bienestar y riqueza dentro de un país determinado, sino también cómo se distribuye esta riqueza y el bienestar entre los diferentes grupos dentro de la sociedad, especialmente entre los géneros. Sin embargo, economistas feministas no están de acuerdo universalmente en el uso de la GDI y algunas de las mejoras a la misma.

## Organizaciones
La economía feminista sigue siendo cada vez más ampliamente reconocida y reputada como lo demuestran las numerosas organizaciones que se dedican a ella o están ampliamente influenciadas por sus principios.

### Asociación Internacional para Economistas Feministas
Formada en 1992 , la Asociación Internacional para la Economía Feminista ( IAFFE ) , es independiente de la American Economic Association (AEA ) y busca desafiar los prejuicios masculinos en la economía neoclásica . Si bien la mayoría de los miembros son los economistas, está abierto " no sólo para economistas femenino y masculino, sino a los académicos de otros campos, así como activistas que no son académicos " y actualmente cuenta con más de 600 miembros en 64 países. A pesar de que sus miembros fundadores se basaron principalmente en los EE. UU. , la mayoría de miembros actuales de IAFFE se basan fuera de los EE. UU.  En 1997 , IAFFE ganó el estatus de organización no gubernamental en las Naciones Unidas.

### Revista Feminist Economics
Economía Feminista, editada por Diana Strassmann de la Universidad de Rice y Günseli Berik de la Universidad de Utah, es una revista revisada por pares establecida para proporcionar un foro abierto para el diálogo y el debate sobre las perspectivas económicas feministas. La revista aprueba un programa normativo para promover políticas que mejoran la vida de los pueblos del mundo, tanto para mujeres como para hombres. En 1997, la revista fue galardonado con el Consejo de Editores y Premio como Mejor Nuevo Diario . El 2007 ISI Social Science Citation Index clasificó la revista Feminist Economics,  20 de 175 revistas de economía y segundo de los 27 entre los Diarios de estudio de la Mujer.

## Relación con otras disciplinas
Economía verde incorpora ideas de la economía feminista y la lista de los Verdes del feminismo como un objetivo explícito de sus medidas políticas, buscando una mayor igualdad económica y general de género. La Economía feminista también es a menudo vinculada con la economía del bienestar o la economía del trabajo, ya que hace hincapié en el bienestar del niño, y el valor del trabajo en sí mismo, en comparación con el enfoque tradicional exclusivamente en la producción para un mercado.

## Programas de postgrado
Un número pequeño pero creciente de programas de postgrado ofrecen cursos y concentraciones mundiales en la economía feminista. (A menos que se indique lo contrario a continuación, estas ofertas están en los departamentos de economía).
- American University
- School of Public Policy and Administration at Carleton University
- Colorado State University
- Institute of Social Studies
- Gender Institute of the London School of Economics
- Makerere University
- Universidad Nacional Autónoma de México (UNAM)
- University of Massachusetts Amherst
- The Masters in Applied Economics and Public Policy programs at the University of Massachusetts Boston
- University of Nebraska–Lincoln
- The New School for Social Research
- University of Reading
- Roosevelt University
- Department of Women's and Gender Studies at Rutgers University
- Discipline of Political Economy at the University of Sydney
- University of Utah
- Wright State University
- York University (Toronto)

## Lectura adicional
Books
- Agarwal, Bina (1994). A Field of One's Own: Gender and Land Rights in South Asia. Cambridge University Press. ISBN 978-0-521-42926-9.
- Barker, Drucilla K.; Feiner, Susan F. (2004). Liberating Economics: Feminist Perspectives on Families, Work, and Globalization. Ann Arbor, Mich.: Univ. of Michigan Press. ISBN 978-0-472-06843-2.
- Kuiper, Edith; Barker, Drucilla K (2003). Toward a feminist philosophy of economics. London New York: Routledge. ISBN 9780415283885.
- Benería, Lourdes (2003). Gender, development, and globalization: economics as if all people mattered. New York: Routledge. ISBN 9780415927079.
- Bjørnholt, Margunn; McKay, Ailsa, eds. (2014). Counting on Marilyn Waring: New Advances in Feminist Economics. Demeter Press. ISBN 9781927335277. With a foreword by Julie A. Nelson.
- Ferber, Marianne A.; Nelson, Julie A., eds. (1993). Beyond Economic Man: Feminist Theory and Economics. Chicago [u.a.]: Univ. of Chicago Press. ISBN 978-0-226-24201-9.
- Jacobsen, Joyce P. (2007). The Economics of Gender. Malden, Massachusetts: Blackwell. ISBN 978-1-4051-6182-4.
- Nelson, Julie A. (1996). Feminism, Objectivity and Economics. New York: Routledge. ISBN 978-0-415-13337-1.
- Peterson, Janice; Lewis, Margaret (eds.) (1999). The Elgar Companion to Feminist Economics. Cheltenham: Edward Elgar. ISBN 978-1-85898-453-7.
- Sen, Amartya (1999). Development as Freedom. Oxford Univ. Press. ISBN 978-0-19-289330-7.
- Waring, Marilyn (1989). If Women Counted: A New Feminist Economics. London: Macmillan. ISBN 978-0-333-49262-8.

Journal articles
- Coello. R. (2013). Cómo trabajar la economía de los cuidados en la cooperación para el desarrollo. Sevilla: Doble B Diseño

- Tudela, Rodríguez, García, & Salguero. (2013). Una economía de mucho cuidado: Un acercamiento a la economía de los cuidados. Granada: Economía sin Fronteras.

- Pérez. A. (2006). Amenaza Tormenta: La crisis de los cuidados y la reorganización del sistema económico. Universidad Complutense de Madrid, España.

- Carrasco, Cristina; Domínguez, Màrius (October 2011). «Family Strategies for Meeting Care and Domestic Work Needs: Evidence From Spain». Feminist Economics 17 (4): 159-188. doi:10.1080/13545701.2011.614625.
- Jenkins, Katy (2009). «"We have a lot of goodwill, but we still need to eat…": Valuing Women’s Long Term Voluntarism in Community Development in Lima». VOLUNTAS: International Journal of Voluntary and Nonprofit Organizations 20 (1): 15-34. doi:10.1007/s11266-008-9075-7. (enlace roto disponible en Internet Archive; véase el historial, la primera versión y la última).
- Power, Marilyn (November 2004). «Social Provisioning as a Starting Point for Feminist Economics». Feminist Economics 10 (3): 3-19. doi:10.1080/1354570042000267608.
- Schüler, Dana (July 2006). «The Uses and Misuses of the Gender‐related Development Index and Gender Empowerment Measure: A Review of the Literature». Journal of Human Development 7 (2): 161-181. doi:10.1080/14649880600768496.
- Warren, Tracey; Pascall, Gillian; Fox, Elizabeth (July 2010). «Gender Equality in Time: Low-Paid Mothers' Paid and Unpaid Work in the UK». Feminist Economics 16 (3): 193-219. doi:10.1080/13545701.2010.499997.